# Capuchinas Misioneras del Trabajo
La Pía Unión Capuchinas Misioneras del Trabajo es una congregación religiosa femenina católica de derecho diocesano, fundada en 1956 por el religioso capuchino Emilio Lozano Mateos y Aurora Rueda Gómez en Santander (España). Las religiosas de este instituto son conocidas como Capuchinas misioneras del trabajo.

## Historia

### Fundadores
Su fundador es Emilio Lozano Mateos, capuchino, que nació en Fontanil de los Oteros (León, España) el año 1920. Sor Aurora Rueda Gómez, terciaria franciscana, que nació en Villasevil de Toranzo (Cantabria) en 1906 y murió el 7 de junio de 1991, fue cofundadora y primera superiora general.
Emilio Lozano vistió el hábito capuchino en 1937 y recibió la ordenación sacerdotal en 1944. En sus largos años de trabajo en Santander fomentó el culto a san Antonio de Padua, promocionó la educación de los niños pobres y otras obras sociales y culturales, atendió a la Tercera Orden Franciscana y fundó una congregación religiosa. Murió en Santander el 15 de enero de 1990.

### Fundación
El 12 de agosto de 1956, con la toma de hábito de las tres primeras hermanas, nacieron las Capuchinas Misioneras del Trabajo, que fueron aprobadas definitivamente por el obispo de Santander, Monseñor José María Eguino y Trecu, el 17 de noviembre de 1958. 
En 1978 por la falta de vocaciones en España, el fundador viajó a México, buscando voluntarios para la atención de los ancianos de sus residencias. Así se dieron las primeras religiosas capuchinas del trabajo mexicanas, que regresaron como fundadoras a su tierra natal.

## Actividades y presencia
Las capuchinas misioneras tienen como misión visitar y asistir en su propio domicilio a toda clase de necesitados y, sobre todo, a matrimonios enfermos o que no pueden atender a sus hijos por el trabajo u otra causa, así como cuidar a los ancianos abandonados; cuando no es posible atenderlos en particular, se los acoge, si es viable, en residencias propias. 
En 1999 formaban la Congregación 16 hermanas, que trabajaban en tres casas, dos en España y una en México.